# چارون
چارون روستای کوچکی است از توابع بخش کوخرد شهرستان بستک در غرب استان هرمزگان در جنوب ایران واقع شده‌است.
در ۲۵ کیلومتری شمال شرقی دهستان کوخرد واقع است.

## محدوده چارون
از طرف شمال کوه لاور و تشتو، از طرف جنوب کوه، از طرف مغرب بار ترک، و ازسمت مشرق به دره آب غنی آب غنی محدود می‌گردد.

## چارون ولاور شیخ
در زمان قدیم و حتی چند سال پیش و قبل از اینکه راه جیپ‌رو به لاور درست شود از آنجا با الاغ و شتر و اسب و قاطر بار مسافرانی که قصد زیارت شیخ لاور داشته‌اند برده می‌شد، اما بعد از اینکه راه شوسه لاور درست شد، دیگر ساکنین این ده به علت نبودن کار بجای دیگر نقل مکان کردند.
همجنین روستا بحالت مخروبه ومتروک دیده می‌شود.

## جمعیت
اما در سمت شرقی درواه دره آب غنی فقط (یک خانوار) با جمعیت ۶ نفری سکونت دارند که به دامداری اشتغال دارند. در کوه‌های اطراف این روستا گیاهان دارویی متعددی وجود دارد.

## فهرست منابع و مآخذ
- محمدیان، کوخردی، محمد، “ «به یاد کوخرد» “، ج۱. چاپ اول، دبی: سال انتشار ۲۰۰۳ میلادی.
- نگاره‌ها از: محمد محمدیان.
- سلامی، بستکی، احمد.  (بستک در گذرگاه تاریخ)  ج۲ چاپ اول، ۱۳۷۲ خورشیدی.
- عباسی، قلی، مصطفی،  «بستک وجهانگیریه» ، چاپ اول، تهران: ناشر: شرکت انتشارات جهان معاصر، سال ۱۳۷۲ خورشیدی.
- بالود، محمد.  (فرهنگ عامه در منطقه بستک)  ناشر همسایه، چاپ زیتون، انتشار سال ۱۳۸۴ خورشیدی.
- الکوخردی، محمد، بن یوسف، (کُوخِرد حَاضِرَة اِسلامِیةَ عَلی ضِفافِ نَهر مِهران Kookherd, an Islamic District on the bank of Mehran River) الطبعة الثالثة، دبی: سنة ۱۹۹۷ للمیلاد.
- مهندس:، حاتم، محمد، غریب“ «تَاریخْ عَرَب الّهْولَة Huwala Arab History» “، دولة الکویت، ج۱. چاپ سوم، القاهرة، مصر، دارالأمین للطباعة والنشر والتوزیع، ۸ شارع أبوالمعالی، سال انتشار ۱۹۹۷ میلادی، Engineer: Mohammed gharhb Hatem , third edition: Egypt (Cairo),1997 & 2013
- بختیاری، سعید،  «اتواطلس ایران» ، “ مؤسسه جغرافیایی وکارتگرافی گیتاشناسی، بهار ۱۳۸۴ خورشیدی.
- محمد، صدیق «تارخ فارس» صفحه‌های (۵۰–۵۱)، چاپ سال ۱۹۹۳ میلادی.
- اطلس گیتاشناسی استان‌های ایران [Atlas Gitashenasi Ostanhai Iran] (Gitashenasi Province Atlas of Iran)
- محمدیان، کوخردی، محمد،  (شهرستان بستک و بخش کوخرد) ، ج۱. چاپ اول، دبی: سال انتشار ۲۰۰۵ میلادی.